# Pan-Amerikaanse Spelen 1983
De negende Pan-Amerikaanse Spelen werden gehouden in 1983 in Caracas, Venezuela.

## Medaillespiegel
| Medaillespiegel Pan-Amerikaanse Spelen 1983 | Medaillespiegel Pan-Amerikaanse Spelen 1983 | Medaillespiegel Pan-Amerikaanse Spelen 1983 | Medaillespiegel Pan-Amerikaanse Spelen 1983 | Medaillespiegel Pan-Amerikaanse Spelen 1983 | Medaillespiegel Pan-Amerikaanse Spelen 1983 |
| ------------------------------------------- | ------------------------------------------- | ------------------------------------------- | ------------------------------------------- | ------------------------------------------- | ------------------------------------------- |
| Plaats                                      | Land                                        | Goud                                        | Zilver                                      | Brons                                       | Totaal                                      |
| 1                                           | Verenigde Staten                            | 137                                         | 92                                          | 56                                          | 285                                         |
| 2                                           | Cuba                                        | 79                                          | 53                                          | 43                                          | 175                                         |
| 3                                           | Canada                                      | 18                                          | 44                                          | 47                                          | 109                                         |
| 4                                           | Brazilië                                    | 14                                          | 20                                          | 23                                          | 57                                          |
| 5                                           | Venezuela                                   | 12                                          | 26                                          | 35                                          | 73                                          |
| 6                                           | Mexico                                      | 7                                           | 11                                          | 24                                          | 42                                          |
| 7                                           | Argentinië                                  | 2                                           | 11                                          | 22                                          | 35                                          |
| 8                                           | Puerto Rico                                 | 2                                           | 7                                           | 6                                           | 15                                          |
| 9                                           | Colombia                                    | 1                                           | 7                                           | 13                                          | 21                                          |
| 10                                          | Chili                                       | 1                                           | 3                                           | 9                                           | 13                                          |
| 11                                          | Peru                                        | 1                                           | 1                                           | 6                                           | 8                                           |
| 12                                          | Uruguay                                     | 1                                           | 0                                           | 2                                           | 3                                           |
| 13                                          | Ecuador                                     | 1                                           | 0                                           | 0                                           | 1                                           |
| 14                                          | Dominicaanse Republiek                      | 0                                           | 7                                           | 7                                           | 14                                          |
| 15                                          | Trinidad en Tobago                          | 0                                           | 1                                           | 2                                           | 3                                           |
| 16                                          | Bahama's                                    | 0                                           | 1                                           | 0                                           | 1                                           |
| 16                                          | Guatemala                                   | 0                                           | 1                                           | 0                                           | 1                                           |
| 18                                          | Jamaica                                     | 0                                           | 0                                           | 6                                           | 6                                           |
| 19                                          | Belize                                      | 0                                           | 0                                           | 1                                           | 1                                           |
| 19                                          | Panama                                      | 0                                           | 0                                           | 1                                           | 1                                           |
| Totaal                                      | Totaal                                      | 276                                         | 285                                         | 313                                         | 874                                         |

1951 ·
1955 ·
1959 ·
1963 ·
1967 ·
1971 ·
1975 ·
1979 ·
1983 ·
1987 ·
1991 ·
1995 ·
1999 ·
2003 ·
2007 ·
2011 ·
2015 ·
2019 ·
2023 ·
2027